# Cupes praeglacialis
Cupes praeglacialis is een keversoort uit de familie Cupedidae. De wetenschappelijke naam van de soort is voor het eerst geldig gepubliceerd in 1977 door Gersdorf.